# Lisboa Belém Open 2023
Die Lisboa Belém Open 2023 waren ein ITF-Tennisturnier der ITF Women’s World Tennis Tour 2023 für Damen und ein ATP-Tennisturnier der ATP Challenger Tour 2023 für Herren in Lissabon und fanden parallel vom 2. bis 8. Oktober 2023 statt.